# Gowin Knight
Gowin Knight FRS (n. 10 septembrie 1713, Corringham⁠(d), Anglia, Regatul Marii Britanii – d. 8 iunie 1772, Londra, Regatul Marii Britanii) a fost un fizician britanic care, în 1745, a descoperit un proces de producere a oțelului puternic magnetizat. De asemenea, el a fost primul bibliotecar principal al Muzeului Britanic.

## Biografie
Născut în Corringham, o mică parohie civilă din Lincolnshire, a fost educat la Leeds Grammar School și Magdalen Hall, Oxford. El a primit diploma de bacalaureat în octombrie 1736, de masterat în iunie 1739 și de masterat în medicină în februarie 1742, după care a lucrat la Londra ca medic practicant.
În 1745, Knight a descoperit un proces de formare a oțelului puternic magnetizat, pe care l-a folosit pentru a dezvolta un ac de busolă capabil să funcționeze cu o precizie mai mare. El a fost ales Fellow al Royal Society în același an după ce a prezentat concluziile sale publicului. El a fost onorat în 1747 cu Medalia Copley drept recunoaștere a realizărilor sale și, în 1752, busolele sale avansate din punct de vedere tehnologic au fost adoptate de Royal Navy, renumitul meșter de instrumente George Adams fiind angajat în fabricarea lor.
În 1756, Gowin Knight a fost numit bibliotecar principal al Muzeului Britanic, primul om în această funcție.
A murit la Londra, cu trei luni înainte de a împlini 59 de ani.